# Sydlig hasselsnok
Sydlig hasselsnok (Coronella girondica) är en ormart som beskrevs av Daudin 1803. Den ingår i släktet Coronella och familjen snokar.

## Underarter
Arten delas in i följande underarter:
- C. g. girondica
- C. g. amaliae

## Beskrivning
En liten orm med en längd på 40 till 50 cm, i undantagsfall upp till 80 cm. Ovansidan är gul, gulbrun till rödbrun eller grå med mörka, oregelbundna fläckar. Undersidan är gulaktig till rödorange, även denna med mörka fläckar, oregelbundet ordnade  i två längsrader. Huvudet har en mörk, U-formad markering samt ett mörkt streck tvärsöver nosen från öga till öga. Den är mycket lik hasselsnoken, men är mindre och slankare.

## Ekologi
En övervägande nattaktiv orm som förekommer i flera olika habitat, som glesa skogar, buskage, torra häckar, ängar, klippområden och människopåverkade områden som fruktträdgårdar. I bergen förekommer den så högt som 2 900 m. Arten är specialiserad på mindre ödlor.
Till skillnad från den vanliga hasselsnoken är den sydliga hasselsnoken äggläggande; honan lägger mellan 4 och 8 ägg (i extremfallen 1 till 16).

## Utbredning
Utbredningsområdet omfattar Europa från Iberiska halvön över södra Frankrike och Monaco till italienska fastlandet (med undantag för området längst i norr), samt Nordafrika från Marocko via norra Algeriet till nordvästligaste Tunisien. Den förekommer vanligtvis inte i Pyreneerna eller Alperna, men väl i Atlasbergen i Marocko.

## Status
IUCN kategoriserar arten globalt som livskraftig. Emellertid är den i allmänhet inte särskilt vanlig, och populationen minskar; arten är hotad i Frankrike och speciellt i Monaco. Främsta orsakerna är habitatförlust till följd av bränder och intensifierat jordbruk, trafikdöd och möjligen även störningar av vildsvin.